# Stormfront Studios
Stormfront Studios war ein 1988 gegründeter Entwickler für Computer- und Videospiele, der insbesondere durch seine Spiele in der Rollenspielwelt Dungeons & Dragons (D&D) große Bekanntheit erlangte. 2008 stellte das Unternehmen den Geschäftsbetrieb mangels neuer Aufträge ein und entließ alle verbliebenen Mitarbeiter.

## Geschichte
Das Studio wurde 1988 von Don Daglow nach seinem Ausscheiden bei Brøderbund unter dem Namen Beyond Software gegründet und bis zur Einstellung des Geschäftsbetriebs geführt. Da es weitere Firmen dieses Namens gab, beschloss man 1991, sich in Stormfront Studios umzubenennen.
Die Stormfront Studios waren auf kein Genre oder Produkt festgelegt, sondern bemühten sich nach Aussage von Don Daglow stets um eine große Entwicklungsbandbreite. Trotzdem trugen vor allem zahlreiche Auftragsarbeiten für unterschiedliche D&D-Franchisenehmer zu einer großen Bekanntheit des Entwicklers bei. Daneben entwickelte das Studio mehrere Sport- und Rennspiele wie die EA-Sports-Reihen Madden NFL und NASCAR.
Zu den ersten Auftragsarbeiten zählten Spiele für den Onlinedienst AOL, sowie Tony La Russa's Ultimate Baseball für SSI. SSI beauftragte Stormfront außerdem mit einer Fortführung der D&D-Spiele der Gold-Box-Serie. Das erste Spiel dieser Kooperation erschien unter dem Titel Gateway to the Savage Frontier. In Folge entstand auf der technischen Grundlage der Gold-Box-Serie in einer gemeinsamen Zusammenarbeit von Stormfront, SSI und AOL im Jahr 1991 das erste grafische MMORPG mit dem Titel Neverwinter Nights. Dafür wurde Stormfront im Jahr 2008 mit dem Emmy Technology Award für die Erschaffung des ersten grafischen Online-Rollenspiels ausgezeichnet. 1992 folgte mit Treasures of the Savage Frontier ein direkter Nachfolger zu Gateway to the Savage Frontier. Das Spiel beinhaltete als erstes Rollenspiel die Möglichkeit einer Romanze zwischen dem Spielercharakter und einem Begleitcharakter, mit Auswirkungen auf die Attributswerte. 1993 erschien mit Stronghold der vierte D&D-Titel des Studios und gleichzeitig das erste Echtzeit-Strategiespiel in 3D-Optik.
Zwischen 1993 und 2001 arbeitete das Studio vor allem an Sport- und Rennspielen, darunter an weiteren Titeln von Tony La Russa Baseball, Madden NFL, Mario Andretti Racing, NASCAR und Tiger Woods PGA Tour 2001. Daneben schufen die Entwickler die zweiteilige Kinderspielserie Eagle Eye Mysteries (1993/1994), das Action-Adventure Star Trek: Deep Space Nine – Harbinger (1995), das Adventure Byzantine – The Betrayal (1998), sowie 2001 ein ursprünglich für SSI begonnenes und nach diversen Firmenübernahmen letztlich durch Ubisoft veröffentlichtes D&D-Rollenspiel mit dem Titel Pool of Radiance: Ruins of Myth Drannor.
Von 2002 bis zur Einstellung des Geschäftsbetriebes im Jahr 2008 veröffentlichte man mit Der Herr der Ringe: Die zwei Türme (2002), Eragon (2006) und Die Geheimnisse der Spiderwicks (2008) hauptsächlich Begleitspiele zu Filmen. Für ersteres wurde das Unternehmen 2002 von der Academy of Interactive Arts & Sciences mit einem Award für herausragende Leistungen im Bereich Visual Engineering ausgezeichnet. Daneben entwickelte Stormfront mit Forgotten Realms: Demon Stone (2004) für Atari und in Zusammenarbeit mit Romanautor R. A. Salvatore noch einmal ein Action-Adventure in der D&D-Spielwelt, basierend auf der technischen Basis von Der Herr der Ringe: Die zwei Türme.
Am 1. April 2008 wurde öffentlich bekannt, dass das Unternehmen nach der Ablehnung eines Projektes mangels Aufträgen alle verbliebenen 33 Mitarbeiter entlassen und den Geschäftsbetrieb eingestellt hatte.

## Ludografie (Auszug)
- Tony La Russa's Ultimate Baseball (1991)
- Gateway to the Savage Frontier (1991)
- Neverwinter Nights (1991)
- Treasures of the Savage Frontier (1992)
- Stronghold (1993)
- Star Trek: Deep Space Nine – Harbinger (1995)
- Madden NFL '97 (1996)
- Nascar '99 (1997)
- Pool of Radiance: Ruins of Myth Drannor (2001)
- Blood Wake (2001)
- Der Herr der Ringe: Die zwei Türme (2002)
- Forgotten Realms: Demon Stone (2004)
- Eragon (2006)
- Die Geheimnisse der Spiderwicks (2008)
- Lego Meine Welt: Erste Schritte
- Lego Meine Welt: Fortgeschrittene

## Bedeutende Entwicklungen
- Neverwinter Nights – erstes grafisches MMORPG
- Stronghold – erstes Echtzeit-Strategiespiel in 3D-Optik

## Auszeichnungen
- 2003 – Academy of Interactive Arts & Sciences: Award for Outstanding Achievement in Visual Engineering (Der Herr der Ringe: Die zwei Türme)[4]
- 2008 – National Academy of Television Arts & Sciences: Emmy Technology Award für die Erschaffung des ersten grafischen Online-Rollenspiels (Neverwinter Nights)[2]